# La Boissière (Calvados)
Boissière – miejscowość i gmina we Francji, w regionie Normandia, w departamencie Calvados.
Według danych na rok 1990 gminę zamieszkiwało 118 osób, a gęstość zaludnienia wynosiła 58 osób/km² (wśród 1815 gmin Dolnej Normandii Boissière plasuje się na 768. miejscu pod względem liczby ludności, natomiast pod względem powierzchni na miejscu 1093.).